# Pfinztal

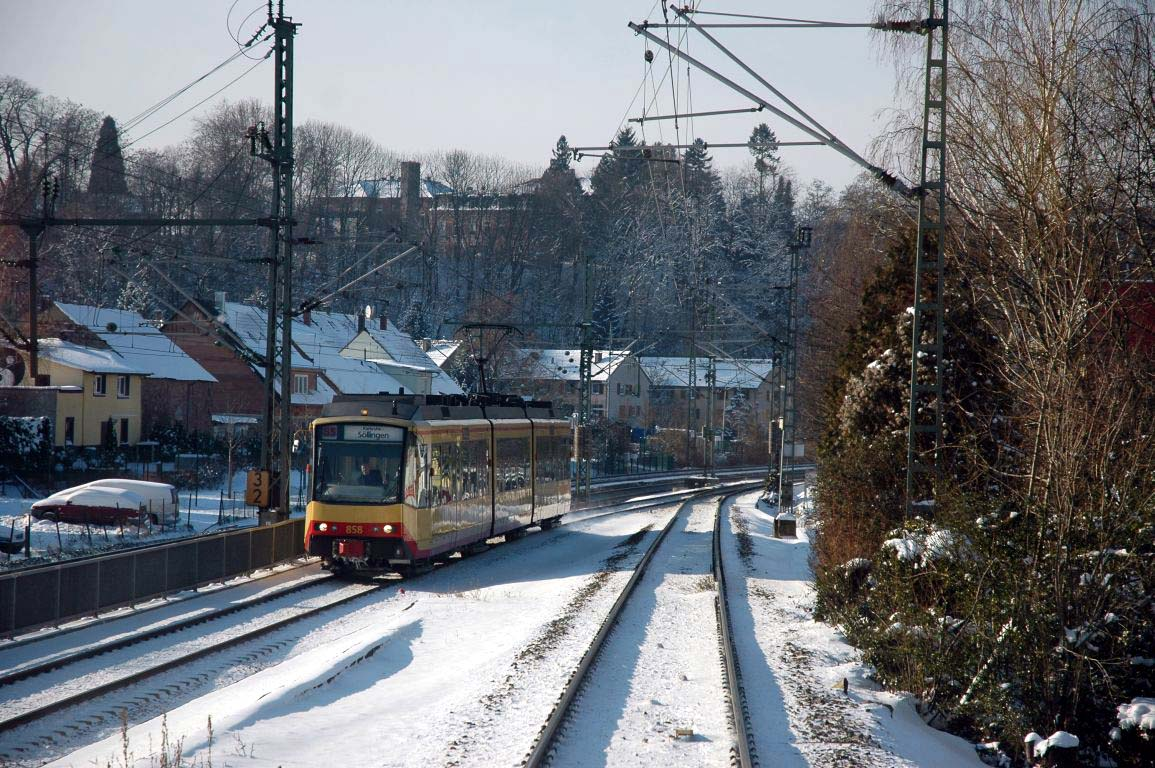
Tramwaj dwusystemowy AVG na linii kolejowej w Pfinztal

Pfinztal – gmina w Niemczech, w kraju związkowym Badenia-Wirtembergia, w rejencji Karlsruhe, w regionie Mittlerer Oberrhein, w powiecie Karlsruhe Leży nad rzeką Pfinz, ok. 12 km na wschód od Karlsruhe, przy drodze krajowej B10 i przy linii kolejowej Karlsruhe – Stuttgart.